# Взломщики (фильм, 1971)
«Взломщики» (фр. Le Casse) — франко-итальянский фильм с Жан-Полем Бельмондо и Омаром Шарифом в главных ролях, снятый по книге Дэвида Гудиса «Взломщик».

## Сюжет
Группа профессиональных грабителей после долгой и тщательной подготовки проникает на виллу греческого богача господина Таско и крадёт из сейфа коллекцию изумрудов стоимостью в миллион долларов. Им чуть было не помешал комиссар полиции Авель Захария (Омар Шариф), но один из грабителей, Азад (Жан-Поль Бельмондо), как ему показалось, смог усыпить его бдительность. На самом же деле комиссар просто дал преступникам осуществить свой план и начал преследовать их, чтобы присвоить украденное. В ход идут все средства: от применения силы до шантажа и игры на человеческих инстинктах. У комиссара полиции есть пять дней, чтобы заставить взломщиков расстаться с добычей, пока корабль, на котором они должны покинуть страну, находится на ремонте из-за неожиданной поломки.

## В ролях
- Жан-Поль Бельмондо — Азад
- Омар Шариф — комиссар полиции Авель Захария
- Робер Оссейн — Ральф
- Дайан Кэннон — Лена
- Ренато Сальватори — Ренци
- Хосе Луис Де Вилалонга — Таско
- Николь Кальфан — Элен